# .22 Long

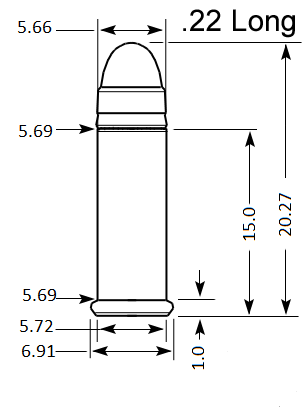
Размеры патрона .22 Long в мм

.22 Long (.22 L, англ. Long — длинный) — малокалиберный 5,6×15 мм R патрон кольцевого воспламенения, по своим характеристикам занимает промежуточное положение между патроном .22 Short (5,6×10,7 мм R) и патроном .22 Long Rifle (.22 LR, 5,6×15,6 мм R).
Был изобретён в 1871 году, оснащался пулей массой 1,94 г и зарядом дымного пороха, затем порох был заменён на бездымный, а масса пули осталась прежней.
Предназначался для револьверов, но впоследствии стал применяться также в винтовках.
После изобретения в 1887 году патрона .22 LR патрон .22 L стал вытесняться с рынка. Несмотря на конкуренцию со стороны .22 LR, патрон .22 L до сих пор выпускается, имеется его вариант .22 LZ, который предназначен для стрельбы на короткие расстояния в закрытом помещении.